# Dystrykt Maintirano
Maintirano – dystrykt Madagaskaru z siedzibą w Maintirano, wchodzący w skład regionu Melaky.

## Demografia
W 1993 roku dystrykt zamieszkiwało 41 382 osób. W 2011 liczbę jego mieszkańców oszacowano na 101 010.

## Podział administracyjny
W skład dystryktu wchodzi 14 gmin (kaominina):
- Andabotoka
- Andranovao
- Ankisatra
- Antsahidoha Bebao
- Antsondrodava
- Bebakony Sud
- Berevo-Ranobe
- Betanatanana
- Mafaijijo
- Maintirano
- Marohazo
- Maromavo
- Tambohorano
- Veromanga